# Cáceres Ciudad del Baloncesto
El Cáceres Ciudad del Baloncesto es un club español de baloncesto profesional con sede en la ciudad de Cáceres fundado en el año 2007. Está considerado uno de los máximos representantes del deporte extremeño a nivel nacional, especialmente en lo que al mundo del baloncesto se refiere, recogiendo el testigo del desaparecido Cáceres C. B.
Actualmente el club participa en la liga Segunda FEB (nueva denominación de la Liga LEB Plata), tercera competición nacional en importancia en España, con la denominación deportiva de Cáceres Patrimonio de la Humanidad. En la última temporada disputada, la 2024/2025, terminó clasificado en sexta posición de la Liga Segunda FEB.

## Historia

### 2007-2009: Fundación e inicios
Creación
El nacimiento del club se produjo a mediados del año 2006 con el objetivo principal de volver a dotar a la ciudad de Cáceres de un equipo de alto nivel, del que no disfrutaba desde la desaparición en la temporada 2005 del histórico Cáceres C. B. como consecuencia de sus problemas financieros.
El equipo se creó por un grupo de padres de jugadores y entrenadores del anterior club, encabezados por su actual presidente, José Manuel Sánchez López. El proyecto nació con la intención de que la presencia de un club de élite a nivel nacional supusiera un "elemento dinamizador de la ciudad al mismo tiempo que una buena fuente de ingresos para la capital cacereña", favoreciendo además "a difundir la imagen de Cáceres al exterior".
El club comenzó su andadura en el baloncesto profesional en España pasando a formar parte directamente de la LEB de Plata, tras la compra en julio de 2007 de los derechos del Club Bàsquet Llíria.
Además del derecho a participar en la categoría de bronce del baloncesto español, desde Liria llegaron al club el entrenador Fede Pozuelo y los jugadores, Luis Felipe Gruber, Sidao Santana y Manu Valdivieso. Además se fichó a los cacereños Juan Sanguino y José María Panadero a quienes se otorgó el rango de capitanes y al también extremeño Félix Ortiz. El equipo se completó con Alberto Aspe, el argentino Ricardo Busciglio y los estadounidenses David Patten y Kelvin "El Pollito" Peña que acabaron de conformar la primera plantilla de la historia del club.
Desde el inicio, el nuevo proyecto de baloncesto en la ciudad contó con un gran respaldo social y a comienzos de la temporada 2007-08 el equipo ya contaba con más de 1500 abonados, una cifra muy alta en comparación con a la mayoría de los conjuntos de su misma categoría.
Temporada 2007/08

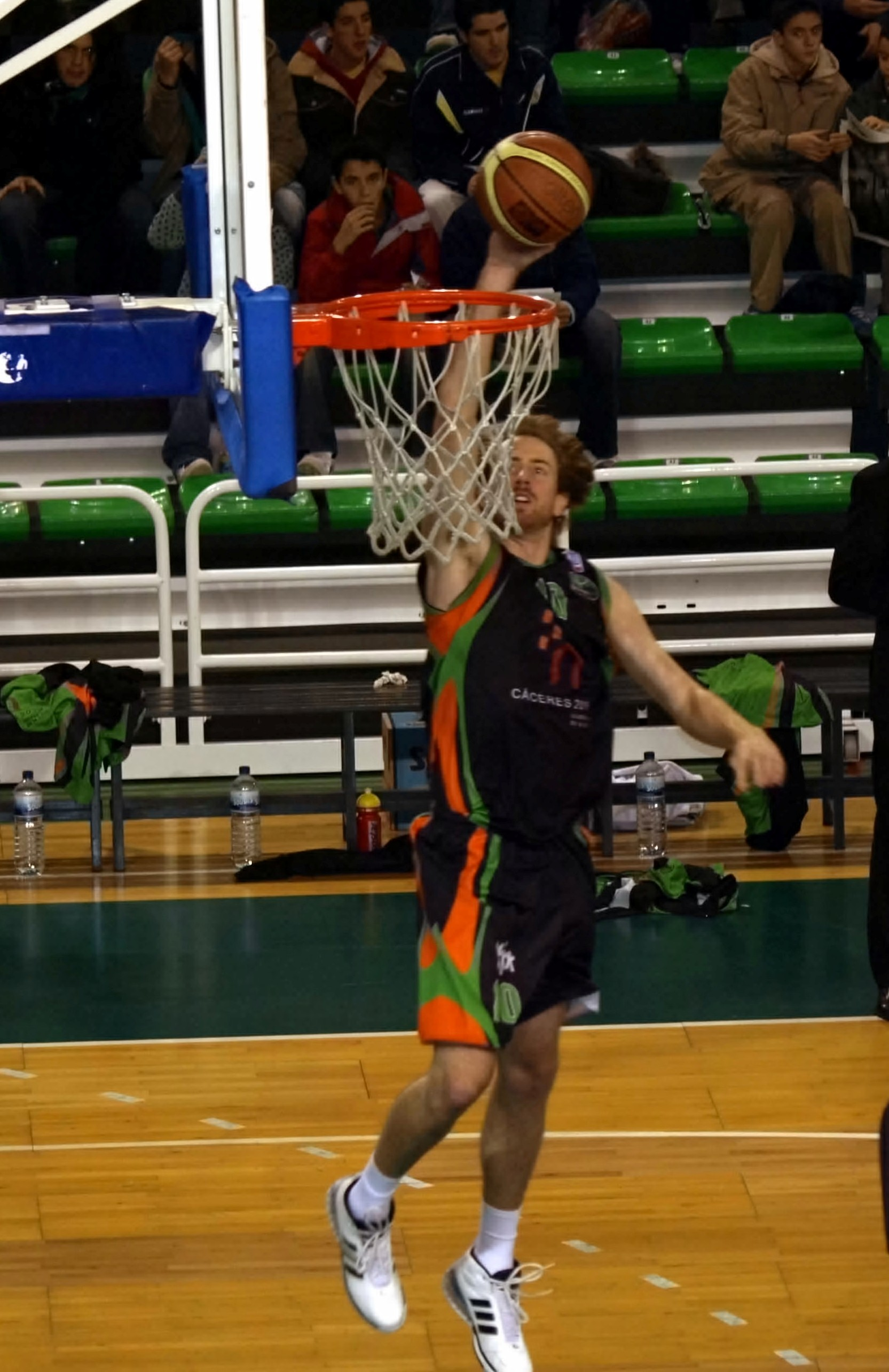
David Patten, que perteneció al equipo en la temporada 2007/08, a punto de machacar la canasta.

En pleno transcurso de la pretemporada, el Cáceres 2016 disputó por primera vez la final de la Copa de Extremadura ante el campeón de la última edición, el Plasencia Galco. Tras un apretado encuentro, el choque finalmente se decidió del lado de los placentinos que vencieron por 86-83.
El equipo hizo su debut oficial en un encuentro de la categoría LEB Plata, disputado en calidad de local en el Pabellón Multiusos el 21 de septiembre de 2007 ante unos 2000 espectadores, en el cual se impuso por 74-73 al Alimentos de Palencia.
Tras la del debut encadenó una racha de 3 victorias consecutivas que se truncó en la quinta jornada con la derrota ante el Caja Rioja por 84-90, lo que suponía el primer partido oficial en la historia del club cacereño en el que este salía derrotado.
Pese al esperanzador inicio de temporada, el equipo sufrió una serie importante de derrotas, que propiciaron la incorporación de nuevos jugadores como la del ala-pívot checo Stanislav Zuzak y la del base estadounidense con pasaporte holandés Samuel Jones. Cuando la racha de derrotas llegó a 7 consecutivas se decidió la destitución del técnico Fede Pozuelo, que fue sustituido en los banquillos por el hasta entonces director general del club, Piti Hurtado.
Tras finalizar la primera vuelta con una racha de 6 victorias y 11 derrotas, el conjunto cacereño realizó una gran segunda vuelta en la que venció en 14 de los 17 partidos que disputó lo que le permitió para las eliminatorias de ascenso como séptimo clasificado (20-14) resultado que le emparejó en cuartos de final con el Caja Rioja, cuarto clasificado de la temporada regular (23-11). La eliminatoria de cuartos se decidió en dos partidos a favor del Cáceres 2016 (76-83 y 89-80) que consiguió romper el factor cancha a favor que tenían los riojanos y que le clasificó para la disputa de Final a 4 que decidiría que equipo ascendería a la LEB Oro acompañando al campeón de la liga regular.
El conjunto extremeño llegó a priori con una ventaja inicial respecto al resto de sus rivales, ya que la final a 4 se disputó íntegramente en el Pabellón Multiusos "Ciudad de Cáceres". Su rival en semifinales fue el Club Baloncesto Illescas, que basándose en una excelente defensa pudo contrarrestar el apoyo de la mayoría de los 4500 aficionados que presenciaron dicha semifinal y acabó imponiéndose por 80 a 75 dando por finalizadas las opciones del Cáceres 2016 de obtener el ascenso por la vía deportiva.
Temporada 2008/09
Véase también: Liga LEB Oro 2008/09

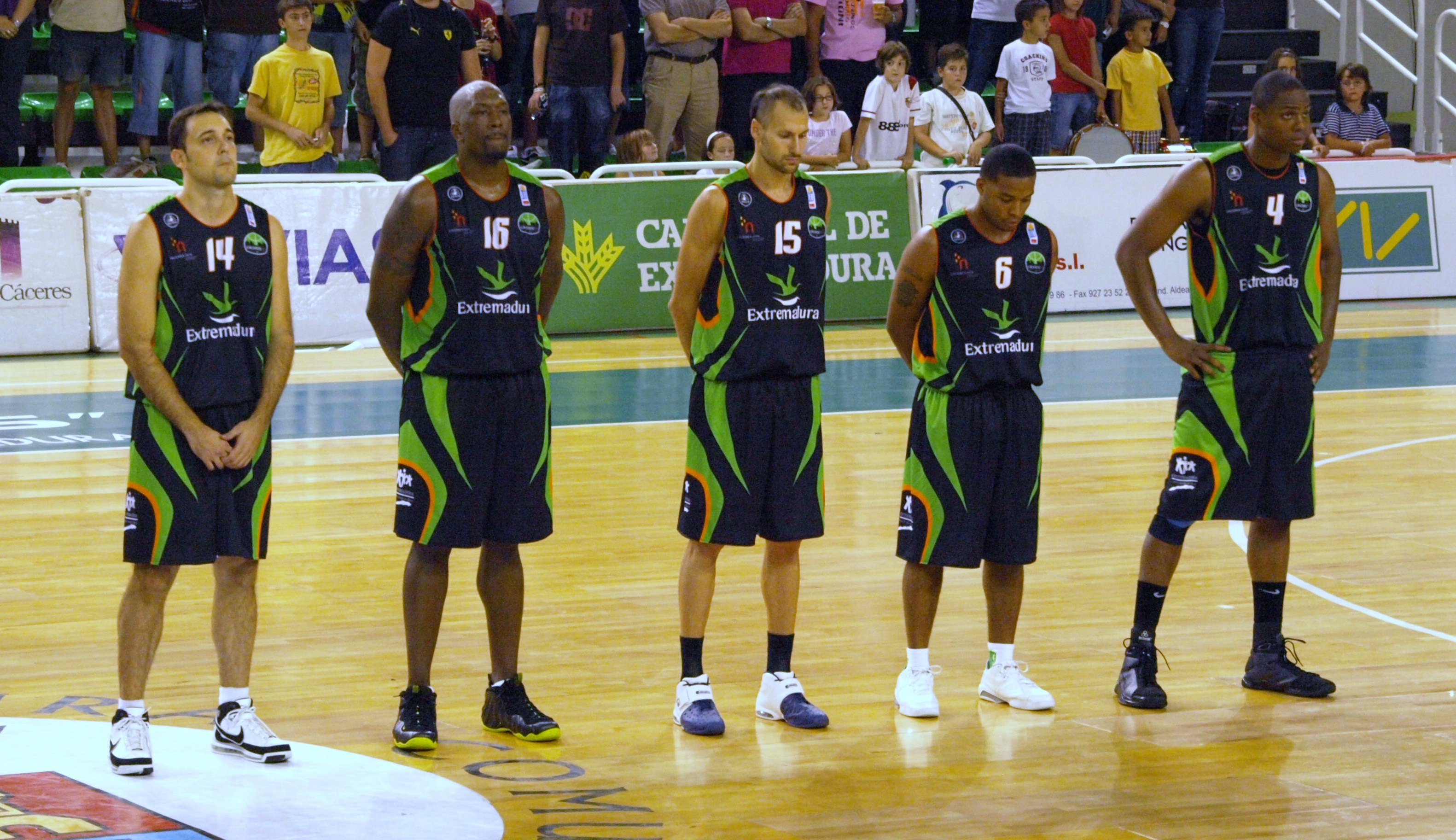
Panadero, Williams, Ángulo, Brown y Moss, primer quinteto del Cáceres 2016 en la liga LEB Oro 2008/09.

Tras la decepción que supuso el no poder conseguir en la cancha una plaza en la LEB Oro, desde el club se trabajó con la posibilidad de conseguir la misma en los despachos. Tras varias semanas de especulaciones, el 10 de julio se anunció de forma oficial desde la FEB que el equipo extremeño había sido inscrito para disputar la temporada 2008/09 en dicha categoría en sustitución del C. B. Alcudia de Palma de Mallorca que no había podido cumplir a tiempo con todos los requisitos exigidos.
Finalmente, tras una pretemporada convulsa por el abandono del club del internacional alemán Rouven Roessler, que propició la llegada del también internacional Lucio Angulo, el equipo comenzó la temporada con una cifra cercana a los 1800 socios y con el apoyo firme de las instituciones locales y autonómicas que en total subvencionaron el proyecto con cerca de un millón de euros.
Antes, en una cita encuadrada dentro de los partidos de preparación, el club se hizo por primera vez con el título de campeón de la Copa de Extremadura de baloncesto, tras vencer en un partido disputado en Cáceres al que por entonces era el vigente campeón, el Plasencia Galco de LEB Plata por 84-75.

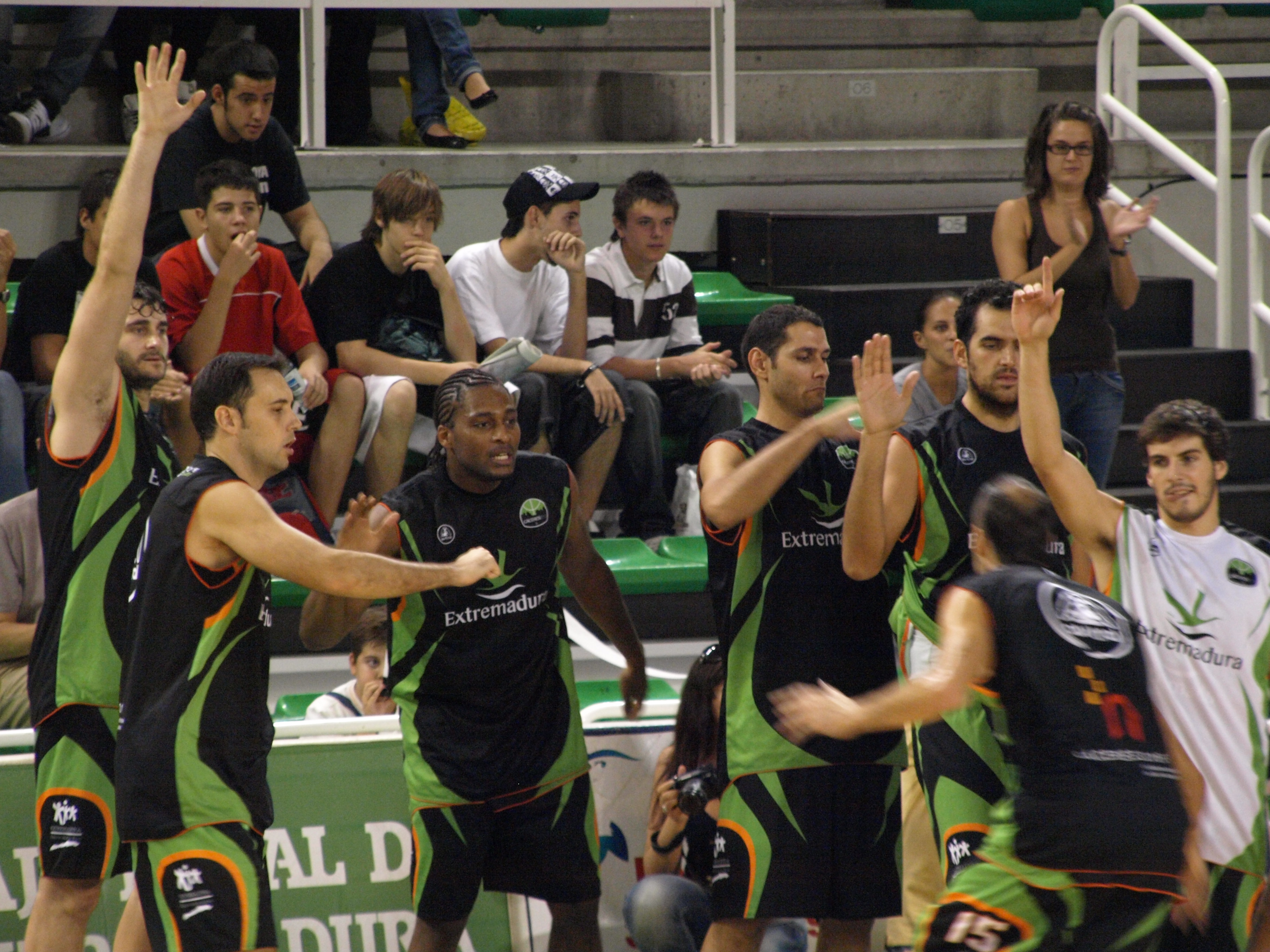
Jugadores de la plantilla del Cáceres Ciudad del Baloncesto durante la presentación del equipo en el primer partido de la temporada 2008/09 de la liga LEB Oro en el Pabellón Multiusos "Ciudad de Cáceres".

El primer partido de la historia del equipo en la liga LEB Oro se produjo el 19 de septiembre de 2008 en el Pabellón Multiusos "Ciudad de Cáceres" ante unos 2700 espectadores en un encuentro que le enfrentó a Autocid Ford Burgos y que concluyó con la victoria de estos últimos por 72-82.
La primera victoria de la temporada 2008/09 que además suponía la primera en la historia del club en la LEB Oro se produjo el 3 de octubre en el partido correspondiente a la tercera jornada de la competición disputado en el Pabellón Multiusos "Ciudad de Cáceres" ante el Gandía Basket Athletic en el que el resultado final fue de 92-75. Tras la disputa de esta tercera jornada, el jugador estadounidense Harper Williams fue apartado del equipo por problemas disciplinarios de gravedad lo que propició el fichaje del excampeón de la NBA Wayne Simien.

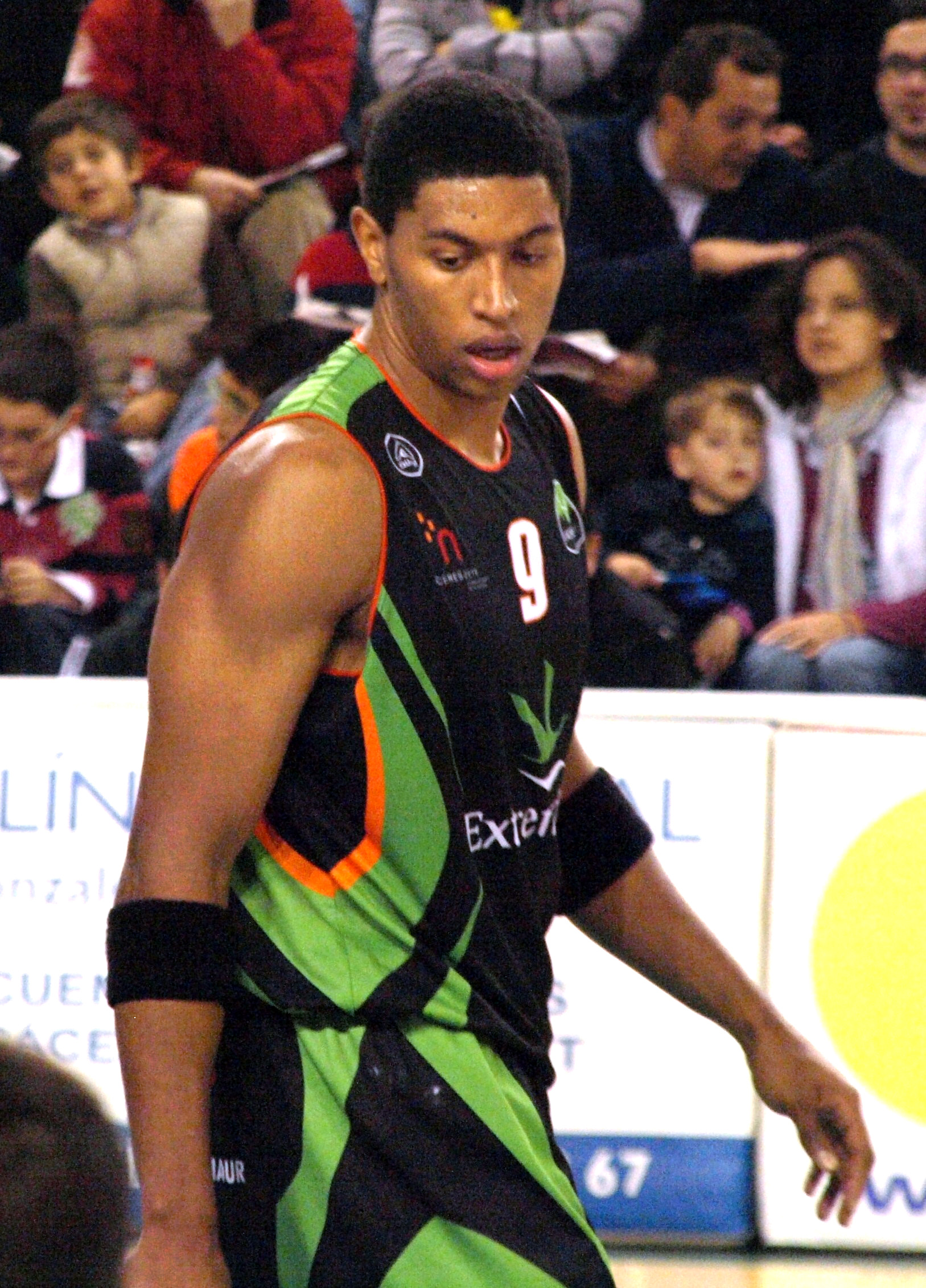
Wayne Simien, un excampeón de la NBA que vistió la camiseta del club durante la temporada 2008/09.

La irregular marcha del equipo en la liga (7 victorias 9 derrotas a principios de enero) hizo que varios jugadores de la plantilla fueran sustituidos en el transcurso de la primera mitad del campeonato. A la baja de Williams que se produjo en octubre se unieron las de César Bravo, a quien el club decidió no renovar su contrato temporal que expiraba en noviembre, que fue sustituido por el alero italo-americano Daniel Cage y la de Mike English que abandonó el equipo a mediados de enero tras una racha de tres derrotas consecutivas por entender desde la directiva del club extremeño que el jugador no había respondido a las expectativas y en cuyo lugar se fichó al alero lituano Mantas Ruikis.
Tras este cambio, el equipo encadenó una racha de seis victorias seguidas que le permitieron volver a entrar de lleno en la lucha por las eliminatorias de ascenso. Sin embargo, a la baja de José María Panadero, al que una lesión de rodilla le dejó fuera por lo que restaba de temporada, se unió el repentino abandono de la disciplina del club del estadounidense Wayne Simien que regresó a su país para atender a una grave situación personal, y que unas semanas después anunció por medio de su representante que no volvería a vestir la camiseta del Cáceres 2016, lo que dejó al conjunto extremeño muy mermado deportivamente y con la imposibilidad de contratar a ningún jugador más, pues la normativa de la LEB lo impedía. Esta situación, unida a la recaída en la lesión del otro extracomunitario del equipo Adrian Moss, hicieron que las posibilidades de alcanzar las eliminatorias de ascenso en las últimas jornadas se vieran muy reducidas.
Finalmente, el conjunto extremeño tan sólo consiguió 2 victorias de los últimos 11 partidos de la temporada regular, lo que le llevó a finalizar la misma en la décima posición final (balance de 15-19) a 3 partidos de diferencia respecto al último conjunto que consiguió clasificarse para las eliminatorias.

### 2009-2013: Consolidación, dudas y descenso voluntario
Temporada 2009/10
Véase también: Liga LEB Oro 2009/10
En la pretemporada del curso 2009/10 surgieron algunas dudas sobre el futuro de la entidad. Las subvenciones comprometidas la temporada anterior por parte de las administraciones no acababan de llegar y el clima de crisis en España ponía en apuros a varios equipos de la categoría LEB Oro. Finalmente, sólo unos minutos antes de cerrarse el plazo, el equipo presentó toda la documentación en regla en la sede de la Federación Extremeña gracias al abono por parte del ayuntamiento de parte del dinero que se adeudaba y al aval de empresarios locales. El Cáceres 2016 por tanto tenía plaza en la LEB Oro 2009/10 corriendo mejor suerte que otros clubes como el Lleida Bàsquet, el Gandía Basket Athletic o el Club Baloncesto Villa Los Barrios que perdieron la categoría por problemas financieros.

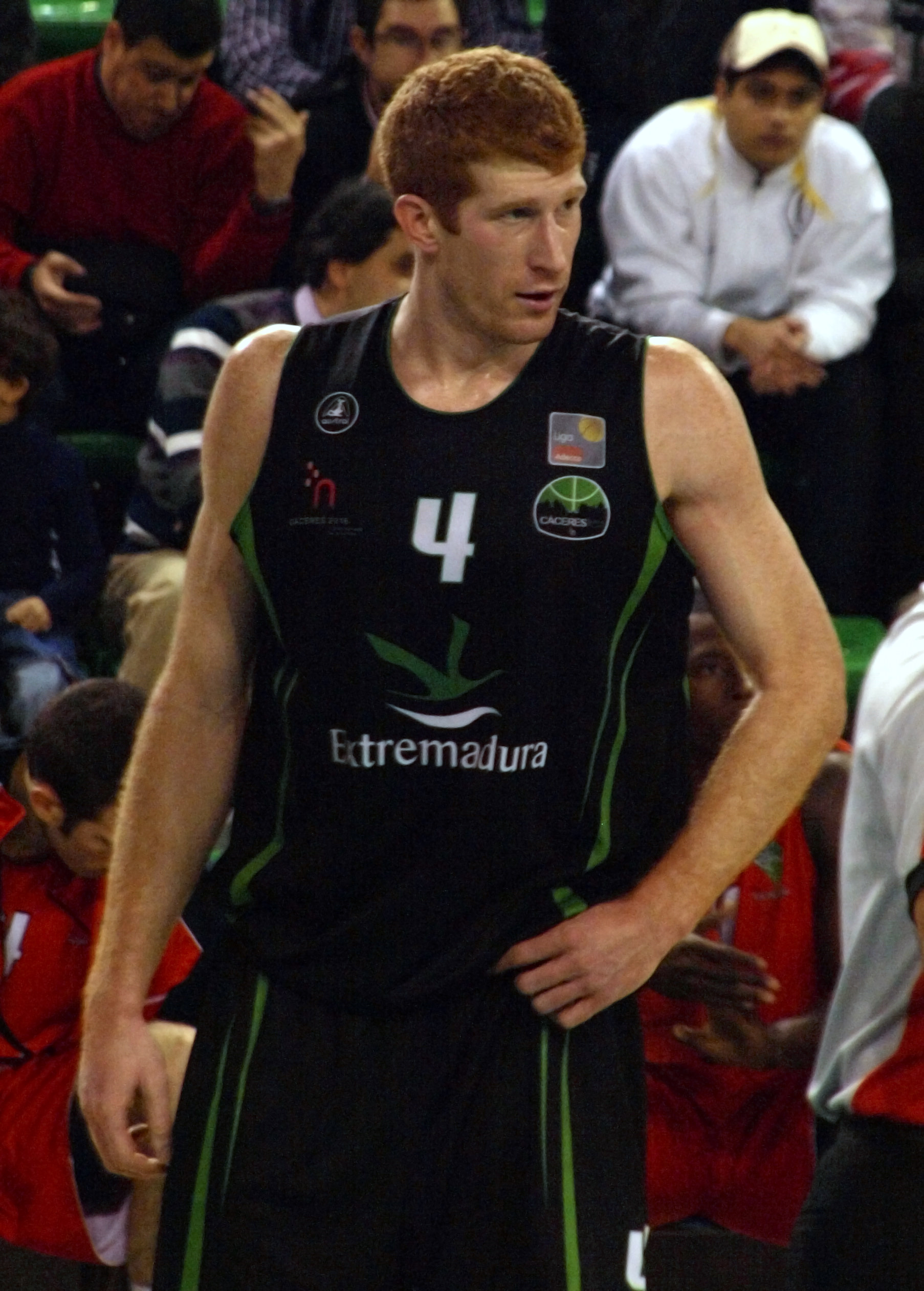
Drew Naymick, uno de los fichajes extracomunitarios que llegaron en la temporada 2009/10.

En el plano deportivo, el conjunto extremeño fue uno de los equipos de la categoría que más prisa se dio en confeccionar su plantilla de cara a la nueva temporada. Antes de que finalizara junio ya había llevado a cabo los fichajes de Francis Sánchez, Álex González y Xavi Forcada, a los que se unieron las renovaciones de Tomás Bellas y Lucio Angulo, que junto a los únicos jugadores que permanecían de la temporada anterior con contrato en vigor, Diego Guaita y Juan Sanguino, cerraron el cupo de jugadores nacionales. A mediados de julio llegó la confirmación de los fichajes de los jugadores con pasaporte extracomunitario: Randy Holcomb y Drew Naymick, con lo que dejando abierta la posibilidad de retoques de última hora, la plantilla se daba prácticamente por cerrada.
Sin embargo, en el mes de agosto, surgieron las noticias de que el pívot Diego Guaita primero y Tomás Bellas después podían tener la intención de abandonar el club para fichar por otros equipos. El pívot argentino comentó que por motivos familiares podría estar interesado en fichar por el Club Ourense Baloncesto, mientras que en el caso del base madrileño se especulaba con que algún equipo ACB podía estar interesado en contar con sus servicios. Mientras que Guaita acabó confirmando unos días después que tenía intención de permanecer en el conjunto extremeño, Bellas por su parte comunicó que el interés del club ACB, por lo que se recogió en la prensa el Gran Canaria 2014, era real y que tenía la intención de abandonar la disciplina del club. El Cáceres ante esta noticia se apresuró a cerrar el fichaje del pívot catalán Roger Fornas para reforzar la pintura y tener cubierto en todo caso el cupo de jugadores seleccionables, aunque le comunicó a Bellas que para abandonar el equipo era imprescindible que abonara al club la totalidad de lo que le restaba de contrato. Finalmente, ante la imposibilidad de alcanzar un acuerdo, el jugador se acogió al decreto 1006/86, lo que le permitió rescindir unilateralmente su vinculación con el club extremeño (posteriormente un juez tendría que decidir que compensación le correspondería al Cáceres 2016) y firmar un contrato de dos años por el Gran Canaria 2014. Unos días después, el equipo verdinegro anunció que el jugador islandés  de ascendencia ucraniana Pavel Ermolinski era el elegido para ocupar el puesto de Bellas y cerrar definitivamente la plantilla de cara a la temporada 2009/10.

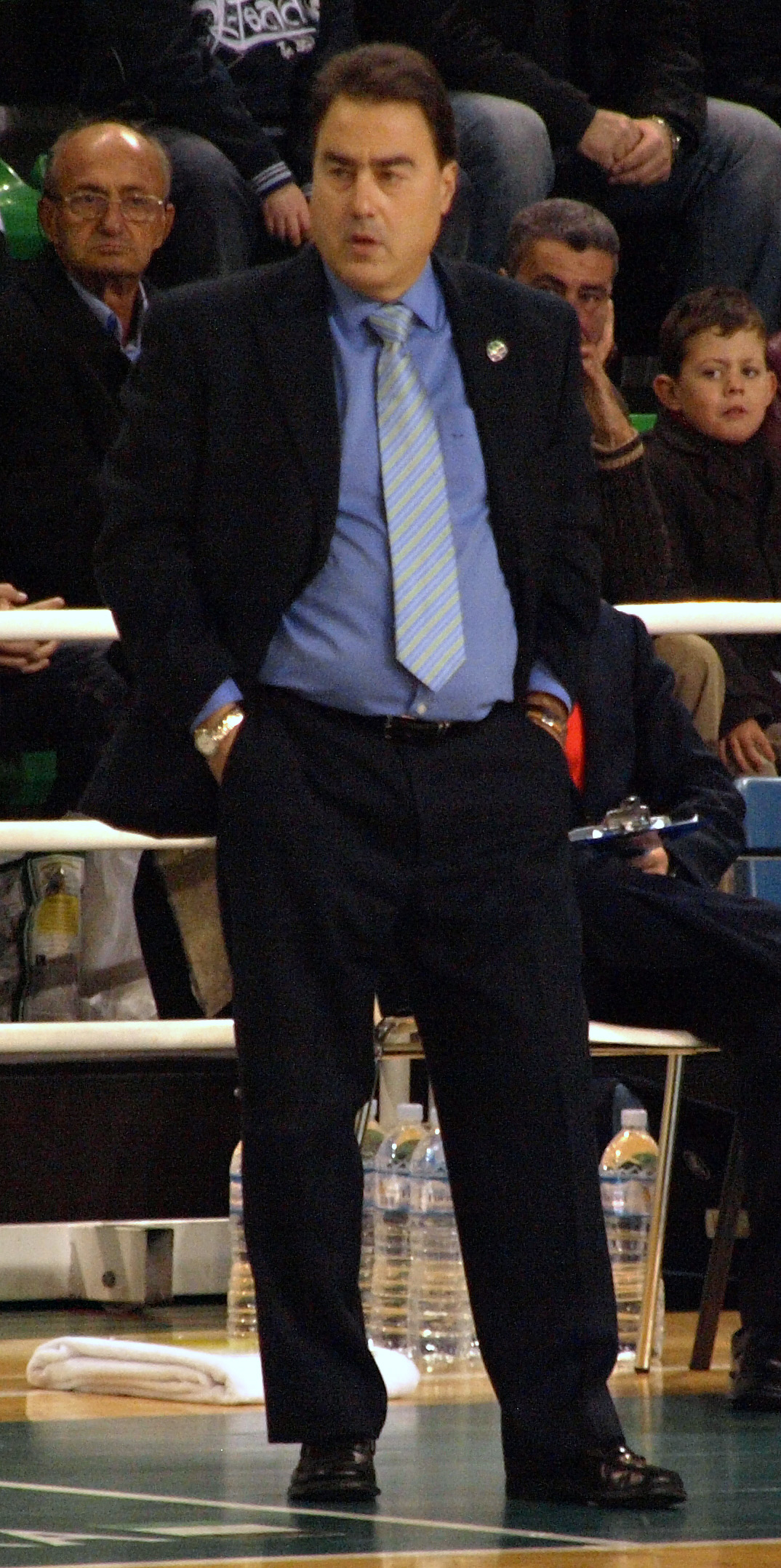
Gustavo Aranzana sustituyó a Piti Hurtado al frente del banquillo mediada la temporada 2009/10.

Dos semanas antes del inicio de la temporada regular de la liga LEB Oro, el club disputó su tercera final de la Copa de Extremadura. En la misma se enfrentó al Plasencia Extremadura de LEB Plata que a la postre fue el vencedor del choque disputado en Villanueva de la Serena por 73 a 86.
La primera victoria oficial de la temporada se produjo el 2 de octubre de 2009 coincidiendo con el primer partido de la liga LEB Oro en la que el conjunto extremeño se impuso al Tenerife Rural que jugaba como local por 53 a 62 con 19 puntos de Francis Sánchez.
El 15 de noviembre de 2009, tras la derrota del conjunto verdinegro frente al ViveMenorca que suponía la tercera consecutiva en liga y que dejaba al club con un balance de 3 victorias y 5 derrotas, Piti Hurtado fue cesado como entrenador de la primera plantilla tras no recibir el respaldo del club luego de poner a disposición del mismo su cargo. Ese mismo día se dio a conocer el sustituto del extremeño en el banquillo que a la postre resultó ser el seleccionador sub-20 de España: Gustavo Aranzana.
Pese a que a su llegada Aranzana marcó como objetivo la lucha por el ascenso a la ACB, la dinámica del equipo siguió siendo muy irregular. Ocho partidos después de que el técnico vallisoletano tomara las riendas del equipo su balance era de 4 victorias y 4 derrotas y el Cáceres 2016 no era capaz de ascender posiciones situándose en la zona media-baja de la clasificación con 7 victorias y 9 derrotas. Todo ello supuso que a finales de diciembre de 2009 se produjera una profunda reestructuración de la plantilla; se marcharon Roger Fornas y Randy Holcomb y en su lugar llegaron el base sevillano Carlos Cherry y el exjugador de varios equipos NBA Ira Newble.
El proceso de reestructuración de la plantilla continuo durante los primeros meses del 2010. El recién llegado Ira Newble había llegado en una forma física muy baja y además no se adaptó bien a la disciplina del equipo por lo que antes de cumplir su primer mes en el club fue sustituido por el también estadounidense Shawn Taggart. A este cambio de extranjero le sucedieron casi de forma inmediata las noticias de que Pavel Ermolinski era cedido a un club islandés y la cesión a su vez por parte del Baloncesto Fuenlabrada del pívot internacional letón Kaspars Berzins. El carrusel de cambios finalizó mediado febrero de 2010 cuando el pívot argentino Diego Guaita fue dado de baja por bajo rendimiento coincidiendo con el fin de la racha de 4 partidos consecutivos con victoria que había logrado el club extremeño tras una derrota ante el líder de la competición, el Melilla Baloncesto.
En el último tercio de la temporada el equipo mejoró muchísimo su rendimiento. Con una jornada por disputarse llegaba en la sexta posición habiendo vencido en sus cinco últimos encuentros y con la posibilidad matemática de, dependiendo de los resultados de otros equipos en dicha jornada, poder terminar incluso terceros. Finalmente los resultados no acompañaron y el Cáceres pese a conseguir la victoria en la última jornada, no consiguió escalar ninguna posición terminando sexto clasificado en la liga regular, resultado que le permitía jugar los play-off de ascenso a la ACB por primera vez en su historia. El Ford Burgos terminó eliminando al Cáceres en la primera ronda por 3 victorias a 1.
Temporada 2010/11
Véase también: Liga LEB Oro 2010/11
La pretemporada 2010/11 se inició con muchas dudas sobre si el club extremeño podría confeccionar un presupuesto lo suficientemente elevado como para competir en LEB Oro al no estar garantizado el apoyo de sus dos principales patrocinadores. A mediados de junio la Junta de Extremadura confirmó que aportaría una cantidad de 475.000 euros (un 5% menos que la temporada anterior) para que el equipo siguiera luciendo en su camiseta la Marca Extremadura,  mientras que una semana después el Ayuntamiento confirmó que ayudaría al club con 160.000 euros (un 20% de recorte) a cambio de que la denominación de Cáceres 2016 se mantuviera un año más, por lo que a finales de ese mismo mes de junio la entidad emitió un comunicado en el que confirmaba la continuidad del equipo en LEB Oro así como de toda su estructura de baloncesto de base.
El primer fichaje de la temporada fue el de José Ángel Antelo, alero que siete años antes ya había sido miembro de la plantilla del desaparecido Cáceres Club Baloncesto de LEB Oro que coincidió en el tiempo con el anuncio de la renovación del capitán Juan Sanguino y con los fichajes del escolta Cotonú Jeff Xavier del pívot extracomunitario Ryan Humphrey y del base español David Mediano que se produjeron todos ellos en la segunda quincena de julio.
El equipo partió entre los favoritos de la competición y se mantuvo en las primeras posiciones de la clasificación hasta mediada la segunda vuelta, cuando enlazó una serie de siete derrotas consecutivas que estuvieron a punto de impedir su clasificación para los Play-Offs. Finalmente logró clasificarse, siendo eliminado en cuartos de final (3-1) por el Obradoiro. 
Temporada 2011/12
Nuevamente participando en la Liga LEB Oro, el club completó una discreta temporada clasificándose en la última jornada para disputar los Playoffs de ascenso tras ganar los cuatro últimos partidos de la liga regular de forma consecutiva. Contra todo pronóstico, consiguió eliminar en cuartos de final al segundo clasificado, Ford Burgos (2-3), y estuvo muy cerca de hacer lo propio con el Melilla Baloncesto, rival en semifinales, cediendo finalmente (3-2) tras varios encuentros muy igualados.
Temporada 2012/13
Después de ciertas dificultades económicas que estuvieron muy cerca de provocar su desaparición, el club se inscribió nuevamente en LEB Oro para disputar la temporada 2012/13. Contó con una plantilla joven y poco experimentada a las órdenes del entrenador Carlos Frade, pese a lo cual logró clasificarse en sexta posición (ganando los tres últimos partidos de la liga regular de forma consecutiva) y disputar los Playoffs de ascenso por cuarta vez consecutiva. Como ya ocurriera en la temporada anterior, contra pronóstico eliminó en cuartos de final al Breogán Lugo (2-3) antes de caer en semifinales ante el BC River Andorra (3-1). Este inesperado resultado deportivo fue considerado un éxito.

### 2013-2019: Resurgiendo desde LEB Plata
Temporada 2013/14
Tras cinco temporadas consecutivas disputando la LEB Oro, el club se inscribe voluntariamente en LEB Plata para disputar la campaña 2013/14, decisión que se fundó en las dificultades económicas para construir y mantener un equipo competitivo en la categoría superior motivadas por los recortes en las aportaciones de los patrocinadores institucionales. Tras una campaña irregular, el equipo se clasificó en quinta posición, disputando los Playoffs de ascenso y superando en cuartos de final al CEBA Guadalajara (2-1) para ser finalmente eliminado en semifinales por el CB Prat (3-2).
Temporada 2014/15
Por segunda temporada consecutiva, el club se inscribe en LEB Plata con el objetivo de retornar deportivamente a LEB Oro. En diferentes medios se consideró al equipo como uno de los máximos favoritos al ascenso. A pesar de caer derrotado en la primera jornada, el club se mantiene en las primeras posiciones durante toda la competición, alcanzando el liderato a pocas jornadas del final y manteniéndolo exitosamente, en dura pugna con el Amics Castelló, gracias a una racha final de diez victorias consecutivas, incluyendo la lograda en la última jornada por 67 a 63 ante CEBA Guadalajara con más de 4.000 espectadores en las gradas del Pabellón Multiusos, alzándose con el título de Campeón de Liga (primero logrado por el club) y con él, consiguiendo plaza de ascenso directo deportivo a LEB Oro.
Temporada 2015/16
El 1 de junio de 2015 el club anuncia oficialmente su inscripción en LEB Oro, haciendo bueno el ascenso deportivo logrado la temporada anterior.
Aunque el club no estaba considerado entre los favoritos de la competición, completó un aceptable inicio de temporada ganando tres de sus cuatro primeros partidos, a lo que siguió una racha negativa de seis derrotas consecutivas. Sin embargo, con una importante reacción salió victorioso en cuatro encuentros seguidos en los meses de diciembre y enero, lo que consolidó al equipo en la zona media de la clasificación al finalizar la primera vuelta de la competición. 
A partir de ese momento varios jugadores sufrieron severas lesiones, lo que condicionó el rendimiento del equipo. El 13 de enero de 2016 el club anunció que Mansour Kasse sufría la rotura del tendón de la muñeca de su mano izquierda, causando baja para el resto de la temporada. El 9 de febrero de 2016 Benjamin Mockford sufrió la rotura del quinto metatarso de su pie derecho, causando baja indefinida y siendo sustituido por Carlos Toledo, que se encontraba jugando en el Óbila Club de Basket en calidad de cedido. El 17 de febrero de 2016 Añaterve Cruz sufrió la rotura del quinto metatarso de su pie derecho, siendo también baja para el resto de la temporada. El 27 de febrero de 2016 se anunció que el club obtenía la cesión del joven Tomeu Rigo, procedente del Baloncesto Sevilla.
Además de las bajas por lesiones, el 8 de febrero de 2016 se anunció que el jugador Tautvydas Slezas abandonaba el club para incorporarse al Bilbao Basket, equipo de la Liga ACB. El club anunció el 21 de febrero de 2016 la contratación de su sustituto, el pívot senegalés Ibrahima Thomas.
A pesar de los contratiempos, el club terminó la Liga Regular en la 9.ª plaza logrando su clasificación para los Play-offs de ascenso, quedando emparejado en cuartos de final con Melilla Baloncesto. La serie terminó con 3-0 a favor de los norteafricanos, luego de dos partidos (el segundo y el tercero de la serie) muy igualados y resueltos en la prórroga.
El resultado deportivo logrado esta temporada fue considerado un éxito dadas las adversas circunstancias en las que el club compitió durante gran parte de la segunda vuelta de la Liga Regular.
Temporada 2016/17
El 11 de julio de 2016 el club formalizó su inscripción en la Liga LEB Oro 2016/17, siendo la décima campaña consecutiva que disputaba en categoría profesional desde su fundación.
Una temporada más, el club partió con el objetivo de lograr la permanencia en la categoría, algo que pareció complicarse incluso antes de iniciar la competición: El alero estadounidense Chris Page causó baja por razones personales a los pocos días de iniciar la pretemporada, precipitando la contratación de un jugador de distinto perfil, J.C. Fuller, circunstancia que alteró significativamente la confección y el equilibrio de la plantilla. Además, el pívot Aleksandar Marcius, llamado a ser uno de los hombres fundamentales, sufrió una lesión que le impidió realizar la preparación previa. La temporada comenzó con cuatro derrotas consecutivas, una de ellas por 63 puntos de diferencia que supuso la más amplia diferencia en un partido en la historia de la LEB Oro. A pesar de ser colista, el equipo logró enderezar el rumbo y consiguió seguidamente importantes victorias en el Multiusos, que unidas a una racha favorable de tres triunfos le llevaron a las posiciones intermedias en la clasificación, manteniéndose en ellas hasta el final de la temporada y logrando la permanencia matemática con cinco jornadas de antelación, ello a pesar de perder a finales de enero a su base titular José Antonio Marco por una trombosis en el brazo que le obligó a causar baja para el resto de la campaña sin que se contratara sustituto alguno. 
A pesar de las cinco derrotas con las que cerró la temporada regular, el Cáceres finalizó la competición en undécima posición con 14 victorias y 20 derrotas, lo que fue mayoritariamente considerado como un resultado meritorio.
Temporada 2017/18
Durante el mes de junio de 2017 el club hizo pública su continuidad en LEB Oro, que se materializó el 13 de julio con la inscripción formal en la categoría.
La renovación de jugadores importantes como Sergio Pérez, Luis Parejo y a última hora de Nikola Rakocevic, unidas a los fichajes de Warren Ward y los lituanos Rolandas Jakstas (quien ya perteneció al club en las temporadas 2014/15 y 2015/16) y Robertas Grabauskas, entre otros, propiciaron que el objetivo deportivo declarado fuera intentar la clasificación para las eliminatorias de ascenso, siendo también este el consenso general entre los medios especializados.
El equipo completó una primera vuelta irregular, sufriendo amplias derrotas así como logrando meritorios triunfos, algunos de ellos logrados ante rivales poderosos a pesar de sufrir importantes bajas en la plantilla consecuencia de diversas lesiones que se prolongaron en el tiempo, como las de Pol Olivier, Guillermo Corrales y Rolandas Jakstas. Con todo, el equipo se mantuvo en la zona media de la clasificación durante la primera vuelta de la competición. Ya en la segunda vuelta, Warren Ward, máximo anotador del equipo hasta ese momento, sufrió la rotura parcial del ligamento lateral externo de la rodilla izquierda causando baja indefinida, y poco después Dani Martínez la rotura total del ligamento cruzado anterior de la rodilla izquierda causando baja para el resto de la temporada. Además de todo ello, Nikola Rakocevic sufrió la rotura del dedo anular de su mano izquierda, siendo también baja indefinida. Tales contratiempos motivaron que el equipo solo pudiera contar con siete jugadores profesionales para el último tramo de competición, ya que el plazo para incorporar nuevos fichajes había expirado. No obstante, el 16 de marzo, tras recibir autorización de la Federación Española de Baloncesto, el club pudo fichar al alero británico Will Saunders procedente del Xuven Cambados.
Las ausencias por lesiones propiciaron que el equipo sufriera varias derrotas y cayera varias posiciones, acercándose peligrosamente a las plazas de descenso. Sin embargo, la recuperación de Rakocevic, la buena adaptación de Saunders y el rendimiento de otros miembros de la plantilla permitieron una victoria clave frente al Actel Força Lleida, a la que siguió otra en la pista de Araberri para posteriormente lograr la permanencia matemática en la penúltima jornada de la liga regular tras derrotar al Tau Castelló.
En el club se consideró positivo el resultado deportivo, dado que a pesar de los problemas sufridos durante la temporada, el equipo terminó en décima posición con las mismas victorias (15) que el 9.º clasificado (Valladolid), quedando fuera de los playoffs por el ascenso por el basketaverage desfavorable con estos y mejorando el número de victorias (14) y posición (11.ª) alcanzadas la temporada anterior. 
Temporada 2018/19
Sin aparentes problemas para formalizar su inscripción en LEB Oro, el club confirmó al ya exjugador Sergio Pérez como nuevo gerente de la entidad. El técnico principal Ñete Bohigas y su ayudante Roberto Blanco fueron las primeras renovaciones, continuando con las del capitán Luis Parejo, Guillermo Corrales, Dani Martínez (todavía en proceso de recuperación de la grave lesión sufrida la campaña anterior) y Nikola Rakocevic. De esta forma se mantenía el bloque de la temporada anterior, al que se unió el pívot Víctor Serrano, quien ya fue miembro de la plantilla cacereña en la temporada 2015/16 también a las órdenes de Bohigas. 
El base polaco Andy Mazurczak fue la primera nueva incorporación, a la que siguieron las del interior americano Marlon Johnson, la del alero ruso Dmitry Utolin y la del pívot camerunés Johan Kody. Finalmente, el norteamericano Anton Grady completaba la primera plantilla.
El equipo comenzó la pretemporada de forma convulsa: Apenas dos días después del inicio de las sesiones de entrenamiento, Mazurczak sufrió la rotura del quinto metatarso de su pie derecho, causando baja que se estimó entre dos y tres meses; y al mismo tiempo, Grady abandonó el club unilateralmente tras, según se informó, eludir el facilitar una muestra de orina para un análisis. El club reaccionó con rapidez incorporando al base Arturo Cruz Sastre y, poco después, al sudanés del sur Angelo Chol. El jugador del filial Álex Jordá también se incorporó a los entrenamientos de la primera plantilla.
Tras un comienzo de temporada titubeante y con un balance de dos victorias y cuatro derrotas, el club anunció el 6 de noviembre el fichaje del americano Cole Huff en sustitución de Marlon Johnson, quien causaría baja debido a un problema con su documentación, según se anunció. Tan solo unos días más tarde, el club comunicó el fichaje del escolta con pasaporte jamaicano T.J. Sapp, y el 2 de diciembre, con el equipo en posición de descenso habiendo logrado únicamente 3 victorias en 11 partidos, se anunció la salida de Dmitry Utolin para fichar por el C.B. Zamora. Poco después se produjo la reincorporación de Andy Mazurczak tras superar su lesión (lo que supuso la baja de Arturo Cruz), pero tras disputar únicamente dos partidos el polaco volvió a causar baja por una rotura fibrilar. Al finalizar la primera vuelta, con el equipo en penúltima posición con un balance de 5-12, se anunció la destitución del entrenador principal Ñete Bohigas, siendo sustituido por Roberto Blanco, quien hasta ese momento ejercía de entrenador ayudante.
La situación no mejoró y en el mes de febrero el club decidió incorporar a los interiores Bakary Konate y Dan Trist, lo que motivó la baja de Víctor Serrano para fichar por el Leyma Coruña. Trist mostró un gran rendimiento desde su llegada, lo que unido a la aportación de Cole Huff (sobre todo en los momentos decisivos de algunos encuentros) y la mejoría de Rakocevic y Luis Parejo durante el último tramo de competición, propició que el equipo afrontara el último partido de liga, a disputar en la pista del Canoe, dependiendo de sí mismo para evitar el descenso. El Cáceres, que contó con el apoyo de unos 400 seguidores desplazados a Madrid, logró la victoria por 57-73 confirmando así su permanencia en LEB Oro.
El 27 de enero se confirmó la incorporación de Joaquín Rodríguez como nuevo director deportivo de la entidad.

### 2019-2024: La 'era del Robertismo'
Temporada 2019/20
El 4 de julio de 2019, tras solventar algunos problemas administrativos, el club confirmó su inscripción en LEB Oro por quinta temporada consecutiva.
El 15 de julio se confirmó a Roberto Blanco como entrenador principal, y pocos días más tarde al que sería su asistente, Armando Gómez. El primer jugador renovado fue Nikola Rakocevic, al que siguió el capitán Luis Parejo. Sin embargo, no se consideró la renovación de Guille Corrales tras cinco temporadas en el club.
El fichaje del base Aitor Zubizarreta fue la primera novedad, a la que siguieron las incorporaciones del alapívot Jorge Bilbao procedente de la liga polaca, del alero serbio Kosta Jankovic y del veterano y prestigioso base Ricardo Úriz. Pocos días más tarde se anunció la incorporación del alapívot neerlandés Jordy Kuiper y las llegadas de Ferrán Ventura y de Milan Nikolic. El norteamericano Arkeem Joseph, procedente de la liga argentina, se incorporó apenas una semana antes del inicio de la competición.  El joven del filial Pablo López fue inscrito como último jugador de la primera plantilla, con la que también participaron durante la pretemporada los también jugadores del equipo filial Juan Santos y Sylvester Berg.
El club inició la temporada con uno de los tres presupuestos más bajos de la categoría, según algunas estimaciones. Sin embargo, logró mantenerse entre los puestos de playoffs durante gran parte de la primera vuelta, la cual terminó en 10.º puesto con un balance de 8 victorias y 9 derrotas. Fue durante esta etapa cuando la prensa local acuñó la etiqueta 'Robertismo', con la que se empezó a definir la admiración profesada por gran parte de la afición al técnico Roberto Blanco por su capacidad para lograr buenos resultados con pocos recursos.
A mediados de diciembre fue cortado Kosta Jankovic, quien había tenido muy poco protagonismo, y a finales de enero se anunció la incorporación del alapívot Paco del Águila procedente del Baxi Manresa, en calidad de cedido. El 29 de febrero se anunció el fichaje del base Berni García procedente del Peñas Huesca, para mitigar la lesión sufrida por Aitor Zubizarreta.
Tras un gran inicio de segunda vuelta con seis triunfos en siete partidos, y con el equipo en novena posición con un balance de 14 victorias y 10 derrotas, se anunció el aplazamiento de cuatro jornadas de la competición debido al estado de alarma declarado en España a causa de la pandemia de coronavirus. El aplazamiento se fue sucesivamente ampliando a las siguientes jornadas conforme se prorrogaba el estado de alarma, por lo que varios jugadores obtuvieron permiso para regresar a sus países y ciudades de origen, aún con el compromiso de regresar si la competición se reanudaba. El 31 de marzo el club hizo público que presentaría un ERTE que afectaría a la totalidad de sus empleados, incluyendo jugadores, cuerpo técnico y personal de oficina, como ya habían hecho varios clubes de LEB Oro; el ERTE fue aprobado el 14 de mayo.
El 8 de mayo, la Comisión Delegada de la Federación Española de Baloncesto acordó dar por concluida la temporada regular y estableció las bases para la celebración de una fase de ascenso a Liga ACB en la que participarían los ocho primeros clasificados a fecha 8 de marzo, lo que en principio excluía al Cáceres de su disputa a pesar de tener derecho a participar en los playoffs de ascenso por su condición de noveno clasificado en el momento de la conclusión prematura de la competición. No obstante, el club manifestó tener la plena seguridad de participar en la fase de ascenso si esta llegara a disputarse. Finalmente, el 25 de mayo la Comisión Delegada de la Federación Española de Baloncesto acordó la imposibilidad de celebrar la fase de ascenso y con ello la cancelación definitiva de la competición, por lo que el Cáceres concluyó la temporada 2019/20 en un muy meritorio noveno puesto. 
Temporada 2020/21
El 16 de julio el club anunció su inscripción en LEB Oro. Pocos días más tarde, Roberto Blanco fue confirmado como entrenador principal y, por segunda campaña consecutiva, Armando Gómez como entrenador asistente. A pesar del interés del club en mantener el bloque de la temporada anterior, del que únicamente Sylvester Berg tenía contrato en vigor, varios jugadores importantes como Ricardo Úriz, Aitor Zubizarreta, Jordy Kuiper y Jorge Bilbao marcharon a otros destinos. Por otro lado, el icónico capitán Luis Parejo no aceptó la oferta de renovación y abandonó el club tras siete temporadas consecutivas, y Nikola Rakocevic, tras cuatro temporadas, también decidió no continuar. Sí renovó el escolta Ferrán Ventura, quien fue elegido nuevo capitán del equipo tras la marcha de Parejo, y, tras desvincularse del Bàsquet Manresa al que pertenecía, también continuó Paco del Águila. 
La primera incorporación confirmada fue la del veterano escolta caboverdiano Jeff Xavier, quien personalmente anunció en un tuit su regreso a Cáceres diez años después de haber defendido la camiseta verdinegra. Posteriormente se confirmaron las llegadas de los bases Fran Cárdenas y Jorge Sanz, así como la cesión de la joven promesa de 17 años Aitor Etxeguren. Más adelante se confirmó el fichaje del americano Devin Schmidt, que completaba el juego exterior. El interior neerlandés Roeland Schaftenaar fue anunciado a finales de agosto. A mediados de septiembre, el club anunció que el pívot croata Sandi Marcius se incorporaría a los entrenamientos durante la pretemporada en calidad de refuerzo, para finalmente confirmar su contratación definitiva un día antes del debut del equipo en la competición. El jugador del filial Adrián Usó completó la plantilla. 
El desarrollo de la pretemporada se alteró sensiblemente debido a las intermitentes restricciones de movilidad y para la práctica del deporte que como consecuencia de la pandemia de coronavirus tuvieron lugar durante el mes de septiembre. Además, varios jugadores como Cárdenas, Schaftenaar o Marcius apenas pudieron disputar partidos amistosos debido a diversas lesiones.
El sistema de competición también varió sustancialmente respecto de temporadas anteriores. El Cáceres fue incluido en el Grupo A (oeste) junto a otros ocho rivales (Coruña, Breogán, Valladolid, Palencia, Ourense, Melilla, Oviedo y Tizona) y comenzó la temporada con dos victorias consecutivas. Los aplazamientos de partidos debido a casos positivos de COVID-19 en muchos equipos fueron continuos durante la primera vuelta, circunstancia que provocó que el Cáceres no pudiera disputar ningún encuentro durante dos períodos de 26 y 22 días. Esta falta de continuidad perjudicó el rendimiento de algunos jugadores y el equipo encadenó varias derrotas consecutivas.
Inesperadamente, el 21 de enero de 2021 Sandi Marcius abandonó el equipo de forma unilateral previo abono de su cláusula de rescisión. El interior croata estaba siendo uno de los jugadores más destacados de la plantilla, y su marcha, producida justo antes de un decisivo encuentro frente a Tizona (que acabó en derrota), supuso un grave contratiempo para el club. El 31 de enero se anunció su sustituto, el norteamericano Raven Barber. El equipo completó la primera fase en el puesto 7.º del Grupo A con un balance de 5 victorias y 11 derrotas, por lo que pasó a la segunda fase integrando el Grupo 2 (denominado "Oro-Permanencia") partiendo con las 4 victorias y 2 derrotas obtenidas frente a los otros tres equipos del Grupo A que pasaron, junto al Cáceres, a dicho grupo 2 (Tizona, Melilla y Ourense).  A estos cuatro equipos se sumaron otros cinco del Grupo B (Real Murcia, Canoe, Girona, Lleida y Huesca) para disputar la permanencia en la categoría.
La extrema igualdad fue la tónica dominante durante la segunda fase de la competición. A pesar de perder por lesión al base Fran Cárdenas sin posibilidad de contratar un sustituto, el Cáceres encontró apoyo en el buen rendimiento de Raven Barber y, sobre todo, en varias actuaciones extraordinarias del escolta Devin Schmidt para llegar a las dos últimas jornadas como líder del grupo. Lograda la permanencia matemática, derrotó al Girona en la última jornada y terminó la segunda fase con un balance de 10 triunfos y 6 derrotas en segunda posición del grupo de permanencia empatado a victorias con el Real Murcia, que en su condición de primer clasificado (lograda con un triple en los instantes finales del último partido en la pista del Ourense) disputó los playoffs de ascenso.
Temporada 2021/22
El 30 de junio se oficializó la inscripción del club en LEB Oro, incluyendo una temporada más al equipo filial en la Liga EBA.
Días antes se había anunciado la marcha de Armando Gómez, quien en las dos últimas campañas había ocupado el puesto de entrenador asistente del primer equipo y entrenador principal del filial, y poco después se conoció que Sergio Pérez, gerente y director deportivo del club desde su retirada como jugador profesional en 2018, abandonaba Cáceres para incorporarse al Club Ourense Baloncesto, a la postre mismo destino que el del propio Armando Gómez y los jugadores Ferrán Ventura y Paco del Águila. 
A mediados de julio Roberto Blanco fue renovado como entrenador principal. Unos días después se oficializó la contratación de Eduardo Pascual como nuevo director deportivo y posteriormente la contratación de Iago Castro como entrenador asistente del primer equipo y técnico principal del equipo filial de Liga EBA.
La primera incorporación, que no se anunció hasta iniciado el mes de agosto, fue la del escolta Manu Rodríguez, procedente del CB Granada. Apenas unos días después se conoció el regreso de Carlos Toledo, quien ya formó parte del club entre 2014 y 2017. El 9 de agosto, tras varias semanas de rumores e incertidumbre, trascendió el acuerdo para la renovación de Devin Schmidt, cuya confirmación se produjo días después, y seguidamente fue anunciado el fichaje del escolta Jaume Lobo. A continuación se conoció la incorporación del versátil alero Romaric Belemene. Días después fue anunciada la renovación del base Jorge Sanz. Ya en el mes de septiembre se incorporó el pívot Julen Olaizola. El equipo inició el trabajo de pretemporada el 6 de septiembre, aún a la espera de al menos tres jugadores para completar la plantilla. Estas tres últimas incorporaciones fueron las del base Mateo Díaz, cedido por el CB Breogán, el alapívot croata Nik Slavica y el pívot camerunés Benoit Mbala. Sin embargo, apenas una semana antes del inicio de la competición, el contrato con Nik Slavica fue resuelto tras evidenciar el jugador múltiples problemas de adaptación. Su sustituto fue el también croata Duje Dukan, quien se incorporó al equipo tan solo cuatro días antes del comienzo de la liga regular.
La competición comenzó de forma muy favorable con 4 victorias y 1 derrota, igualándose el mejor arranque histórico del club. Tras una primera vuelta de rachas alternas (cinco derrotas consecutivas seguidas de cuatro victorias), el equipo alcanzó el ecuador de la temporada con un balance de 9-8 que mejoraba las expectativas iniciales. Una vez lograda la permanencia matemática (con seis jornadas por disputarse) y un favorable balance de 15-13, el objetivo pasó a ser la clasificación para el Playoff de ascenso a ACB, que se logró (por primera vez en seis años) en la última jornada con la victoria cosechada en el Multiusos ante el ya campeón Granada (88-86). 
El Cáceres finalizó la liga regular en 8.ª posición (balance 19-15) y quedó emparejado en la eliminatoria de cuartos de final al mejor de 5 partidos con el Força Lleida. La serie comenzó con una apretada victoria local (87-79) seguida de un segundo triunfo muy holgado (98-75) que dejaba la eliminatoria con un claro 2-0 a favor del equipo catalán. Sin embargo, el Cáceres cosechó sendos triunfos en el Multiusos (86-71 y 79-73) y logró empatar la serie, que se resolvería en el quinto y definitivo encuentro en Lérida en medio de un ambiente muy tenso propiciado por las rudas actuaciones de algunos jugadores de ambos equipos, las declaraciones de los entrenadores y el comportamiento del público en los partidos precedentes. El Cáceres cayó por 79-70, poniendo así fin a una temporada que unánimemente fue considerada como muy exitosa.
Temporada 2022/23
El 27 de junio se anunció oficialmente la entrada de un nuevo patrocinador privado principal, la empresa Extremadura New Energies. El 30 de junio se completó la inscripción del club en LEB Oro, así como la del equipo filial en Liga EBA.
Tras varias semanas sin ninguna noticia, el 23 de julio se anunció que el director deportivo Eduardo Pascual no continuaría en el club tras no haber aceptado la oferta de renovación. El 28 de julio fue confirmado su sustituto, Alberto Blanco.
Aunque el acuerdo había sido cerrado semanas antes, el 1 de agosto se anunció oficialmente la renovación de Roberto Blanco como entrenador principal. Semanas más tarde también se confirmó la renovación de Iago Castro como entrenador asistente. Por su parte, Jacinto Carbajal, exentrenador del CB Al-Qazeres, fue elegido para dirigir en exclusiva al Torta del Casar Extremadura, equipo filial de Liga EBA. 
Como venía siendo tónica habitual, muchos de los integrantes de la exitosa plantilla de la temporada anterior declinaron las ofertas de renovación. Carlos Toledo, que sí la aceptó, fue el primer jugador cuya confirmación trascendió, siendo oficialmente anunciado el 2 de agosto. Un día más tarde se confirmó la renovación de Julen Olaizola, siendo los dos únicos jugadores que continuarían. El veterano base Dani Rodríguez, quien regresaba al equipo diez años después, fue confirmado el 4 de agosto como el primer fichaje de la temporada, y dos días después fue anunciada la firma del joven y talentoso alero lituano Simas Jarumbauskas. El 8 de agosto, el base Albert Lafuente se convirtió en la tercera nueva incorporación y un día después fue anunciado el fichaje del escolta letón Kaspars Vecvagars. El ala-pívot georgiano Willy Isiani fue confirmado el 10 de agosto y el joven base Pablo Sánchez, cedido por Unicaja Málaga, fue anunciado el 15 de agosto, si bien no participó en la pretemporada debido a una lesión. El fichaje del alapívot haitiano Kevin Bercy fue oficialmente confirmado el 25 de agosto. El canterano Juan Santos, que realizó íntegramente la pretemporada, pasó finalmente a ser integrante de la primera plantilla. El 4 de octubre fue anunciada la incorporación del alero noruego Bouna Ndiaye para sustituir temporalmente a Carlos Toledo, quien resultó lesionado en el último encuentro de la pretemporada.
La contratación de un jugador interior de referencia resultaría muy complicada. El 3 de septiembre el club anunció que el estadounidense Noah Starkey se incorporaría a prueba durante 15 días, pero a su finalización no fue contratado.  El 28 de septiembre, apenas 9 días antes del inicio de la temporada, se anunció el fichaje de Markus Kennedy, quien sin embargo no se incorporó a tiempo para el inicio de la competición alegando problemas personales. Su ausencia en las primeras jornadas de liga y las carencias en la posición de pívot, con Julen Olaizola como único jugador interior, motivaron las incorporaciones del francés Alioune Tew con un contrato temporal y días más tarde la del lituano Vaidas Cepukaitis, este para toda la temporada. El 18 de octubre, el director Deportivo Alberto Blanco manifestó que el contrato con Markus Kennedy se consideraba "nulo y sin efecto" después de varios días sin lograr tener contacto con el jugador, que finalmente ni siquiera llegó a viajar a España.
El equipo completó un inicio de liga titubeante, con sólo 2 victorias en los primeros 7 partidos. El 27 de noviembre se anunció el fichaje del escolta norteamericano Lysander Bracey con el objetivo de mejorar el juego exterior, lo que propició la cesión de Juan Santos al CB Morón. Sin embargo, tras seis derrotas consecutivas y con un balance de 3-11, el club se vio obligado a buscar nuevos refuerzos. Las incorporaciones en los primeros días de enero de los veteranos y prestigiosos exteriores Kenny Hasbrouck y Kostas Vasileiadis en sustitución de Kaspars Vecvagars, Simas Jarumbauskas y Willy Isiani, no evitaron que el equipo terminara la primera vuelta con el peor balance de su historia (4-13) y ocupando plaza de descenso (16.º). Durante algunas semanas se suscitaron dudas acerca de si Vasileiadis tenía un contrato previo firmado con un club de Venezuela, lo que hubiera implicado su marcha, pero finalmente el propio jugador, si bien reconoció dicho compromiso, aseguró que permanecería en Cáceres hasta final de temporada. El 15 de febrero se anunció el fichaje del pívot serbio Sasa Borovnjak, otro jugador de contrastada reputación. 
Sólo tras otras cuatro derrotas consecutivas y con un balance de 6-17 las últimas incoporaciones comenzaron a dar sus frutos. En la segunda quincena de marzo el equipo encadenó tres victorias seguidas ante rivales directos, abriendo una importante diferencia sobre los puestos de descenso. Sin embargo, una nueva serie de cinco derrotas consecutivas (incluyendo una inesperada en la pista del Juaristi), abocó al equipo a un final de temporada incierto, situación que se vio agravada por la ausencia de Kostas Vasileiadis, quien fue sancionado con tres partidos de suspensión tras proferir amenazas a los árbitros al finalizar el encuentro en Azpeitia.
Un trascendental triunfo en la jornada 32 ante Coruña, unido a las derrotas de los rivales directos, clarificó la situación y permitió que el equipo alcanzara la permanencia matemática en la penúltima jornada y terminara la temporada en la 15.ª posición con un balance de 10 victorias y 24 derrotas.
Temporada 2023/24
El 6 de junio se confirmó la renovación de Alberto Blanco como director general de la entidad, anunció que vino precedido de las despedidas del entrenador asistente Iago Castro y del preparador físico Mario Díaz Hellín, la de este último voluntaria tras diecisiete años en el club. El 7 de junio fue anunciada la renovación de Roberto Blanco como entrenador principal, acallando así los rumores sobre la existencia de desavenencias con el director general. Un día más tarde fue anunciado Jacinto Carbajal como entrenador asistente y el día 10 se confirmó a María Reina como nueva preparadora física. 
Sin contar a Dani Rodríguez, único con contrato en vigor, el interior lituano Vaidas Cepukaitis fue el primer jugador renovado, anunciándose el 8 de junio. Al día siguiente fue confirmado el primer fichaje de la temporada, Juanjo Santana. El 12 de junio fue anunciada la incorporación de Pablo Rodrigo. El 21 de junio fue anunciado el base Hansel Atencia. El 28 de junio se produjo el fichaje del joven talento mexicano Gael Bonilla. El 8 de julio fue confirmada la renovación de Pablo Sánchez, ya como jugador en propiedad tras desvincularse del Unicaja Málaga al que pertenecía. La línea exterior se completó el 17 de julio con el fichaje de Greg Gantt, quien no ocuparía plaza de extracomunitario al estar casado con una española. El 25 de julio se anunció el fichaje del pívot brasileño Dikembe André. Pau Carreño fue anunciado el 4 de agosto y el con el fichaje del finlandés Remu Raitanen se tuvo por completada la plantilla el 11 de agosto.  Los jugadores vinculados del ADC Sagrado Corazón fueron Daniel García-Casarrubios y Lucas Sigismonti.
Durante el primer tercio de la temporada el equipo se mostró errático, debido en parte a las lesiones de Pablo Sánchez y Juanjo Santana, quienes solo pudieron disputar uno y doce encuentros respectivamente en toda la campaña. También Pablo Rodrigo se perdió un gran número de partidos debido a otra lesión. A mediados de diciembre, con un balance de 3 victorias y 10 derrotas, fue anunciada la incorporación del ala-pívot británico con pasaporte de Sierra Leona Ashley Hamilton. Se alcanzó el ecuador de la competición con el equipo en antepenúltima posición y un récord de 5-12. Tras una nueva derrota ante Guipúzcoa, el 22 de enero se anunció la rescisión del director deportivo Alberto Blanco y al día siguiente la del entrenador principal Roberto Blanco, quien tras cinco temporadas en el club se despidió en una emotiva rueda de prensa.
El 27 de enero se hace oficial la incorporación de Joaquín Rodríguez como nuevo director deportivo y el día 29 se anuncia la contratación de Arturo Álvarez como nuevo entrenador principal. El 12 de febrero se oficializa el fichaje del pívot serbio Darko Balaban y el 22 de febrero se anuncia la incorporación del escolta nigeriano Mike Nuga, para poco después anunciarse un acuerdo para la rescisión del contrato de Vaidas Cepukaitis.
Los cambios e incorporaciones no surtieron el efecto deseado. El equipo logró una única victoria en toda la segunda vuelta (balance de 1-16, el peor registro de la historia de la competición) y consumó el descenso matemático a LEB Plata en la jornada 31 tras caer en el Multiusos ante Ourense por 71-77. Finalmente el Cáceres terminó en penúltimo lugar (17.º) con seis victorias y veintiocho derrotas, solo por delante del CB Clavijo, poniendo fin a nueve temporadas consecutivas en LEB Oro.

### 2025-actualidad: De nuevo en Segunda FEB
Temporada 2024/25
Tras varias semanas sin noticias, a mediados del mes de junio trascendió que el club podría no inscribirse en competición en la temporada siguiente debido a las importantes reducciones de apoyos económicos, en particular el llevado a cabo por el principal patrocinador privado, Extremadura New Energies, que redujo su contribución en un ochenta por ciento respecto a lo aportado en las temporadas anteriores. Finalmente, el club se inscribió en Segunda FEB, nueva denominación de la LEB Plata, integrándose en el grupo Oeste junto a otros 13 equipos.
El 24 de junio fue anunciada la contratación de Adrià Alonso como nuevo entrenador principal y el 28 del mismo mes Jacinto Carbajal fue renovado en el cargo de entrenador asistente.
Dani Rodríguez fue el primer jugador cuya renovación trascendió, siendo oficializada el 1 de juliojunto al anuncio del primer fichaje, el alero Fernando Sierra. El 8 de julio se confirmó la incorporación de Pedro García. El 17 de julio se hizo pública la llegada del pívot Edu Gatell. El día 22 de julio se anunció el fichaje del joven interior Rubén Salas y el 29 del mismo mes se hizo pública la incorporación del prestigioso base Óscar Alvarado. El 8 de agosto se confirmó el fichaje de Jubril Adekoya. El 19 de agosto se anunció la incorporación del internacional portugués Cándido Sá, el 21 la del escolta Nacho Arribas, el 22 la del también escolta norteamericano Ja'Monta Black y el 26 la del lituano Erikas Kalinicenko. El 5 de septiembre se anunció el fichaje de la joven promesa Nico Marina, quien alternaría su participación con el equipo filial de Tercera FEB.
Además de en la competición de liga, el club también participó en la nueva Copa España, realizando un papel digno a pesar de ser eliminado en la primera fase.
El 7 de marzo se conoció que Erikas Kalinicenko habría sufrido una grave lesión por la que causaría baja durante toda la temporada.Diez días más tarde fue anunciada la incorporación del montenegrino Nikola Rakocevic como sustituto, en la que sería su tercera etapa en el club.
El Cáceres terminó la temporada regular como campeón del grupo Oeste con 16 victorias y 10 derrotas, clasificándose así para disputar la final (a doble vuelta) por el ascenso a Primera FEB frente al Palmer Basket Mallorca, campeón del grupo Este. En el partido de ida vencieron los extremeños (72-63), pero en el partido de vuelta cayeron por 18 puntos de diferencia (76-58).
El sistema de competición permitió al club participar en la "repesca" y disputar las eliminatorias para decidir las dos plazas de ascenso restantes, emparejándose en la eliminatoria de cuartos de final con el Huesca La Magia. En el partido de ida perdió por 7 puntos de diferencia (77-70), y en el de vuelta perdió nuevamente, esta vez por un punto (83-84), lo que conllevó la eliminación.

### Temporada actual 2025/26
Tras la prematura eliminación en los playoffs de la temporada anterior se conoció que no continuarían en el club el entrenador Adriá Alonso ni el director deportivo Joaquín Rodríguez. El 13 de junio se conoció que el exjugador Lorenzo "Chipi" Díaz asumiría el cargo de director deportivo y Jacinto Carbajal sería el entrenador principal del primer equipo, promocionando desde el puesto de asistente que ocupó en las dos campañas anteriores.
El 25 de junio se anunció la primera incorporación, la de Álex Mazaira. Dos días después se hizo pública la renovación de Nico Marina, que integraría el primer equipo con la edad de 16 años. El 29 de junio trascendió el fichaje de Wildens Leveque. El 2 de julio se conoció la incorporación del escolta Álvaro Palazuelos, al día siguiente la del base-escolta Albert Lafuente y un día después fue anunciado el regreso de Juan Santos. El 8 de julio se anunció la renovación de Erikas Kalinicenko, todavía recuperándose de la grave lesión sufrida la temporada anterior. El 10 de julio se conoció el fichaje del escolta caboverdiano Patrick Mendes. Una semana más tarde se anunció el fichaje del alero belga Matteo Strikker y el 21 de julio el de Luis García, internacional en categorías inferiores. El 25 de julio, una fecha insólita por temprana, se tuvo por completada la plantilla con el fichaje del ala-pívot de nacionalidad jamaicana D.J. Foreman.
Posteriormente se anunció la incoporación de Álvaro Acero como entrenador asistente.

## Pabellón
Recinto: Pabellón Multiusos "Ciudad de Cáceres"
Desde su creación, el equipo ha disputado sus encuentros como local en el Pabellón Multiusos "Ciudad de Cáceres", propiedad de la Junta de Extremadura y que en su día fue a su vez el "feudo" del desaparecido Cáceres Club Baloncesto. El recinto fue inaugurado en 1999 y cuenta con capacidad para 6500 espectadores.
Entre otros acontecimientos acogió las finales a 4 de ascenso a la ACB, LEB Oro y LEB plata de 2008, en las que el propio club participó siendo uno de los semifinalistas que optaban a subir a la LEB Oro en aquella edición.
Aunque no se cuenta con datos oficiales, la asistencia de público ha sido tradicionalmente una de las más elevadas de la LEB Oro, con 3.200 espectadores de media durante la temporada 2008/09, que lo situaba como el cuarto equipo de la competición que más espectadores convoca y en el puesto 54.º a nivel europeo, superando en asistencia a grandes equipos de Europa como el Panathinaikos B. C. o el Benetton Treviso entre otros. No obstante, en las siguientes temporadas la asistencia fue paulatinamente descendiendo, estabilizándose en unos 1.500 espectadores que fue la media aproximada durante las temporadas 2016/17 y 2017/18 y alrededor de 1.200 en la cancelada temporada 2019/20. Con todo, es habitual que la afluencia de público se duplique en partidos importantes o de Playoff (como en los partidos 3.º y 4.º de la serie de cuartos de final de la temporada 2021/22), alcanzándose puntualmente asistencias mucho más elevadas como en el disputado en la última jornada de la temporada 2014/15 (en la que se decidía el título de Campeón de Liga y el ascenso a superior categoría), cuando se registraron unos 4.200 espectadores. 
Mascotas y animación
Desde el inicio de la temporada 2007/08 el club contó con dos mascotas para amenizar los momentos en los que el balón no está en juego en el Pabellón Multiusos. Las mascotas representan a una torre y un castillo medievales y responden a los nombres de Bujaquito (en honor a la torre Bujaco, uno de los monumentos más representativos de la capital cacereña) y Preciosita (en honor a la Iglesia de San Francisco Javier, también llamada "de la Preciosa Sangre", otro importante monumento de la ciudad).
En noviembre de 2015 Bujaquito fue sustituido por Jorgito, que representa al Patrón de la ciudad, San Jorge, armado con el escudo y la espada con los que, según la leyenda, derrotó al dragón, convirtiéndose en la única mascota del club.
Trofeo Cáceres Patrimonio de la Humanidad
El Trofeo, cuya primera edición se celebró en 1992, el mismo del ascenso del desaparecido Cáceres Club Baloncesto a la liga ACB, se disputó durante 11 años organizado de forma ininterrumpida por dicho club. Durante ese periodo, disputaron el torneo además de gran cantidad de equipos ACB, destacados clubes europeos como la Cibona o la Jugoplastika y llegó a convertirse en uno de los más prestigiosos de cuantos se celebraban en España durante la pretemporada.
Tras la desaparición del Cáceres C.B. por motivos económicos, la edición XIII del torneo en 2005 fue organizada por el club Ceres Basket con la colaboración del ayuntamiento que financió el mismo.
Tras un año, 2006, en que el torneo no llegó a celebrarse, con la creación del Cáceres Ciudad de Baloncesto en 2007, este equipo asumió la organización del mismo pasando a formar parte fija de su pretemporada, contando en ocasiones con la participación de rivales destacados, como el Real Madrid en la edición de 2011 o el Baloncesto Sevilla de Liga ACB en 2012.
En 2018 el Trofeo celebró su XXV edición y en la actualidad continúa celebrándose cada año en el mes de septiembre, constituyendo habitualmente la presentación del equipo ante su afición antes de dar comienzo la competición de liga.

## Cantera
San Antonio-Cáceres Patrimonio de la Humanidad
Desde que a mediados del año 2007 se creó el club mediante la fusión del Ciudad de Cáceres con el Colegio San Antonio, el Cáceres Patrimonio de la Humanidad ha tenido una importante estructura de baloncesto base que en la temporada 2011/12 contaba con más de 20 equipos conformados por más de 300 niños, participando en todas las categorías tanto en el apartado masculino como en el femenino.
Desde su creación el San Antonio-Cáceres Patrimonio de la Humanidad ha conseguido una gran cantidad de títulos en el apartado masculino. Actualmente está considerada una de las mejores canteras de España, clasificándose en 2016 en el puesto decimotercero del país.
Desde su fundación el club además se ha encargado de organizar cada verano el Campus San Antonio del que en 2012 se celebró su XXI edición.
Equipos filiales y vinculados
En julio de 2011, el club anunció la creación de un equipo para que participaría la temporada 2011/12 en categoría EBA con el objetivo de que el mismo sirviera como puente a los jugadores formados en categorías inferiores para algún día dar el salto al primer equipo. A principios de febrero de 2012, se anunció que se había alcanzado un acuerdo de colaboración con el ayuntamiento de Baños de Montemayor por el que a partir de entonces el equipo EBA pasó a denominarse Baños de Montemayor Villa Termal y a disputar sus encuentros como local en el pabellón José Manuel Calderón de dicho municipio.
En la temporada 2012/13 se alcanzó un acuerdo de colaboración con el ABP Badajoz de liga EBA mediante el que dicho club pasó a ser equipo vinculado del Cáceres Ciudad del Baloncesto. El mismo supuso por una parte la llegada al conjunto pacense de jugadores pertenecientes a las divisiones inferiores del club cacereño como José Santonja o Igor Ibaka y por otro el compromiso de que en caso de necesidad, jugadores de la plantilla del ABP pudieran participar en los entrenamientos o los partidos oficiales del Cáceres en la LEB Oro.
En la temporada 2017/18 se formalizó un acuerdo de vinculación con el Adepla Basket Plasencia, equipo de Liga EBA, con el objetivo de desarrollar jugadores jóvenes y potenciar las categorías inferiores de ambos clubes.
En la temporada 2018/19 el club también contó con un equipo filial en Liga EBA con sede en la localidad de Casar de Cáceres, que compitió en el grupo D-B siendo su denominación Torta del Casar Extremadura. El equipo fue dirigido por Roberto Blanco (sustituido por Chema Gallego una vez que Blanco pasó a dirigir al primer equipo) y contó con jugadores jóvenes que ya habían debutado con el primer equipo como Vieux Kasse, Eduardo Chacón, Franco Acosta o Pablo Serrano, incorporando además a algunos jugadores más experimentados como Álex Jordá, José María Balmón o el serbio Almir Hadzisehovic.
El club también inscribió en Liga EBA al equipo filial en la temporada 2019/20, dirigido por Armando Gómez, quien compatibilizaría este cargo con el de entrenador ayudante de la primera plantilla. A este equipo se incorporaron jugadores como el prometedor joven danés Sylvester Berg.
En 2020/21 el club inscribió nuevamente al filial en Liga EBA, que estaría integrado en el grupo D y nuevamente a cargo de Armando Gómez. Varios de sus jugadores fueron habituales en las convocatorias del primer equipo, como los jóvenes Eugenio Egea y Lassena Fofana (quien debutó en LEB Oro con 15 años, 3 meses y 28 días, estableciendo un nuevo récord de precocidad en el club).
En la temporada 2021/22 el equipo filial mantuvo la denominación de Torta del Casar Extremadura y fue inscrito en el grupo D-B de Liga EBA, dirigido por Iago Castro, quien al igual que sus predecesores compaginaría su labor con la de entrenador asistente del equipo de LEB Oro. Durante la campaña contarían entre otros, con el interior trinitense Imru Duke, el francés Emmanuel Tchicaya o el bosnio Eldar Zulzic, además de canteranos como Eduardo Chacón, Juan Santos, Javier Vasallo o Álex Trapote, quienes fueron ocasionalmente convocados con la plantilla profesional junto con el joven maliense Lassena Fofana.
La denominación Torta del Casar Extremadura se mantuvo para el equipo filial de Liga EBA en la temporada 2022/23, con la novedad de disponer de un entrenador principal no compartido con el primer equipo. Jacinto Carbajal fue elegido para dicha labor y contó, además de con los ya habituales canteranos, con las incorporaciones del alero granadino Jehu Lafeuillee y del base-escolta puertorriqueño Douglas Mills.
En la temporada 2023/24 se regresa al formato de equipo vinculado en detrimento de equipo filial. El acuerdo de vinculación se firmó con el ACD Sagrado Corazón, club cacereño participante en Liga EBA al que el Cáceres aportaría dos jóvenes jugadores: Daniel García-Casarrubios y Lucas Sigismonti. 
En 2024/25 vuelve a ser el San Antonio Cáceres el equipo filial, integrante del grupo D de Tercera FEB (nueva denominación de la Liga EBA), dirigido por el técnico Martín Méndez e integrado mayoritariamente por jugadores procedentes de la cantera y las incorporaciones de Nico Marina y Adriano Gase. 

## Historial

### Liga
| Temporada | Categoría   | Puesto    | Balance | Post-temporada                  | Playoffs (si fuera aplicable) |
| 2007-2008 | LEB Plata   | 7.º       | 20-14   | Playoffs: Semifinales           | Cáceres 2016 2 - Cajarioja 0 (cuartos) Cáceres 2016 75 - CB Illescas 80 (Semis)                                                       |
| 2008-2009 | LEB Oro     | 11.º      | 15-19   | -                               | - |
| 2009-2010 | LEB Oro     | 6.º       | 20-14   | Playoffs: Cuartos de final      | Autocid Ford Burgos 3 - Cáceres 2016 1                                                                                                |
| 2010-2011 | LEB Oro     | 9.º       | 18-16   | Playoffs: Cuartos de final      | Blu:sens Monbus 3 - Cáceres Creativa 1                                                                                                |
| 2011-2012 | LEB Oro     | 9.º       | 18-16   | Playoffs: Semifinales           | Ford Burgos 2 - Cáceres Patrimonio de la Humanidad 3 (Cuartos) CB Melilla 3 - Cáceres Patrimonio de la Humanidad 2 (Semis)            |
| 2012-2013 | LEB Oro     | 6.º       | 12-14   | Playoffs: Semifinales           | CB Breogán 2 - Cáceres Patrimonio de la Humanidad 3 (Cuartos) BC River Andorra 3 - Cáceres Patrimonio de la Humanidad 1 (Semis)       |
| 2013-2014 | LEB Plata   | 5.º       | 14-10   | Playoffs: Semifinales           | Cáceres Patrimonio de la Humanidad 2 - CEBA Guadalajara 1 (Cuartos) CB Prat 3 - Cáceres Patrimonio de la Humanidad 2 (Semis)          |
| 2014-2015 | LEB Plata   | 1.º       | 23-5    | Asciende directamente a LEB Oro | - |
| 2015-2016 | LEB Oro     | 9.º       | 14-16   | Cuartos de final                | Melilla Baloncesto 3 - Cáceres Patrimonio de la Humanidad 0 (Cuartos)                                                                 |
| 2016-2017 | LEB Oro     | 11.º      | 14-20   | -                               | - |
| 2017-2018 | LEB Oro     | 10.º      | 15-19   | -                               | - |
| 2018-2019 | LEB Oro     | 14.º      | 11-23   | -                               | - |
| 2019-2020 | LEB Oro     | 9.º       | 14-10*  | No se disputó*                  | - |
| 2020-2021 | LEB Oro     | 12.º      | 11-15   | -                               | - |
| 2021-2022 | LEB Oro     | 8.º       | 19-15   | Playoffs: Cuartos de final      | Força Lleida 3 - Cáceres Patrimonio de la Humanidad 2 (Cuartos)                                                                       |
| 2022-2023 | LEB Oro     | 15.º      | 10-24   | -                               | - |
| 2023-2024 | LEB Oro     | 17.º      | 6-28    | Desciende a LEB Plata           | - |
| 2024-2025 | Segunda FEB | 1.º Oeste | 16-10   | Eliminatorias: Cuartos de final | Final: Cáceres 72 Palmer 63 (ida); Palmer 76 Cáceres 58 (vuelta) 1/4 final: Huesca 77 Cáceres 70 (ida); Cáceres 83 Huesca 84 (vuelta) |
| 2025-26   | Segunda FEB | Oeste     | ?-?     | ?                               | ? |

Fuente: Web oficial del club y FEB 
* La temporada regular de la temporada 2019/20 concluyó anticipadamente con motivo de la pandemia de coronavirus y no se disputaron playoffs de ascenso.

### Copa de España
| Temporada | Fase de grupos | Eliminatorias | Clasificación |
| --------- | -------------- | ------------- | ------------- |
| 2024-2025 | 3.º            | -             | -             |
| 2025-26   | ?              | ?             | ?             |

Fuente: Web oficial del club y FEB 
Denominaciones deportivas
El Cáceres Ciudad del Baloncesto ha recibido diversas denominaciones deportivas a lo largo de su historia, en función de la decisión del Ayuntamiento de Cáceres, principal patrocinador del club desde su creación. Las siguientes son las denominaciones que ha recibido el primer equipo:
- 2007-2011. Cáceres 2016 Basket.
- 2011. Cáceres Creativa.
- 2011-. Cáceres Patrimonio de la Humanidad.

## Palmarés
El club, desde su fundación en el año 2007 ha logrado los siguientes títulos de ámbito nacional:
- 1 vez campeón de la Liga LEB Plata (Temporada 2014/2015)[323]

## Entrenadores y jugadores históricos
Entrenadores del Cáceres Ciudad del Baloncesto
Tabla actualizada a 8 de julio de 2025.
| Temp.     | Entrenador       | Temp. Regular (v-d) | Playoffs (v-d) | Copa de España | Total (v-d)   | %     |
| --------- | ---------------- | ------------------- | -------------- | -------------- | ------------- | ----- |
| 2007      | Fede Pozuelo     | 4-7                 | 0-0            | 0-0            | 11 (4-7)      | 36,3% |
| 2007-2009 | Piti Hurtado     | 34-31               | 2-1            | 0-0            | 68 (36-32)    | 52,9% |
| 2009-2012 | Gustavo Aranzana | 53-41               | 7-11           | 0-0            | 112 (60-52)   | 53,5% |
| 2012-2013 | Carlos Frade     | 12-14               | 4-5            | 0-0            | 35 (16-19)    | 45,7% |
| 2013-2018 | Ñete Bohigas     | 85-82               | 4-7            | 0-0            | 178 (89-89)   | 50,0% |
| 2019-2024 | Roberto Blanco   | 65-88               | 2-3            | 0-0            | 158 (67-91)   | 42.4% |
| 2024      | Arturo Álvarez   | 1-15                | 0-0            | 0-0            | 16 (1-15)     | 6.2%  |
| 2024      | Adrià Alonso     | 16-10               | 1-3            | 2-2            | 34 (19-15)    | 55.8% |
| 2025      | Jacinto Carbajal | 0-0                 | 0-0            | 0-0            | 0 (0-0)       | n/a   |
| Total:    |                  | 270-288             | 20-30          | 2-2            | 612 (292-320) | 47,7% |

Jugadores históricos
Tabla actualizada al final de la temporada 2024/25.
| Categoría             | Totales acumulados                | Media por partido**    |
| --------------------- | --------------------------------- | ---------------------- |
| Partidos jugados      | 202, Luis Parejo                  | n/a                    |
| Minutos jugados       | 5.016, Luis Parejo                | 30.9, Wayne Simien     |
| Puntos anotados       | 1.836, Luis Parejo                | 16.8, Wayne Simien     |
| Triples anotados      | 342, Luis Parejo                  | 2.88, Kenny Hasbrouck  |
| Triples (%) (*)       | 51,7% (29/56) Pol Olivier         | n/a                    |
| Tiros libres anotados | 318, Luis Parejo                  | n/a                    |
| Tiros libres (%) (*)  | 96,7% (59/61), Kostas Vasileiadis | n/a                    |
| Rebotes totales       | 651, Luis Parejo                  | 8.30, Tautvydas Slezas |
| Asistencias           | 542, José Antonio Marco           | 5.31, Óscar Alvarado   |
| Balones recuperados   | 237, Guillermo Corrales           | 1.92, Sam Jones        |
| Tapones               | 72, Drew Naymick                  | 1.89, Drew Naymick     |
| Valoración            | 1.994, Luis Parejo                | 21.53, Wayne Simien    |

(*) Mínimo 40 intentados
(**) Mínimo 15 partidos jugados
Récords en un partido
Tabla actualizada al final de la temporada 2024/25.
| Categoría                 | Individual Récords en un partido                                                                                           | Equipo Récords en un partido                                |
| ------------------------- | --- | ----------------------------------------------------------- |
| Minutos jugados           | 52:23", Juanma Ruiz (09/05/2014)                                                                                           | 55, vs Prat (09/05/2014)                                    |
| Puntos anotados           | 34, Kelvin Peña (15/02/2008)                                                                                               | 105, vs Breogán (28/10/2009)                                |
| Tiros de 2 anotados       | 12, Raven Barber (19/03/2021) 12, Olu Ashaolu (12/05/2013)                                                                 | 34, vs Melilla (18/05/2012)                                 |
| Tiros de 2 intentados     | 20, Javier Carter (20/05/2014) 20, Kelsey Williams (01/11/2013) 20, Juan Sanguino (14/03/2008)                             | 73, vs Prat (09/05/2014)                                    |
| Triples anotados          | 7, Duje Dukan (22/12/2021) 7, Nikola Rakocevic (11/05/2014)                                                                | 17, vs Barça B (06/10/2017) 17, vs Fuenlabrada (12/11/2024) |
| Triples intentados        | 13, Nikola Rakocevic (15/12/2017)                                                                                          | 40, vs Caja 87 (26/11/2024)                                 |
| Triples (%) (*)           | 100% (5/5), varios jugadores                                                                                               | 65% (13/20), vs Granada (26/04/2019)                        |
| Tiros de campo anotados   | 12, Raven Barber (19/03/2021) 12, Olu Ashaolu (15/02/2013) 12, José Ángel Antelo (30/09/2011) 12, Kelvin Peña (14/03/2008) | 42, vs Breogán (28/10/2009)                                 |
| Tiros de campo intentados | 23, Javier Carter (09/05/2014)                                                                                             | 106, vs Prat (09/05/2014)                                   |
| Tiros libres anotados     | 15, Carlos Cherry (07/05/2010)                                                                                             | 38, vs Canarias (18/11/2009)                                |
| Tiros libres intentados   | 16, Carlos Cherry (07/05/2010)                                                                                             | 46, vs Canarias (18/11/2009)                                |
| Tiros libres (%) (**)     | 100% (12/12), Ben Mbala (28/01/2022)                                                                                       | 100% (17/17), vs Castellón (02/10/2015)                     |
| Rebotes defensivos        | 13, Tautvydas Šležas (22/01/2016)                                                                                          | 38, vs Breogán (12/04/2013)                                 |
| Rebotes ofensivos         | 10, Aleksandar Marcius (08/11/2016)                                                                                        | 23, vs Melilla (08/11/2016)                                 |
| Rebotes totales           | 18, Tautvydas Šležas (22/01/2016)                                                                                          | 56, vs Breogán (12/04/2013)                                 |
| Asistencias               | 16, José Antonio Marco (12/04/2014)                                                                                        | 29, vs Araberri (24/01/2015)                                |
| Balones recuperados       | 8, Guillermo Corrales (10/11/2017)                                                                                         | 16, en cuatro ocasiones                                     |
| Tapones                   | 6, Javier Carter (27/10/2013)                                                                                              | 8, vs Axarquía (10/12/2010)                                 |
| Faltas recibidas          | 11, Ben Mbala (13/05/2022) 11, Ben Mbala (19/11/2021) 11, Jorge Bilbao (07/02/2020) 11, Arkeem Joseph (03/01/2020)         | 34, vs Clavijo (20/05/2008)                                 |
| Valoración                | 42, Aleksandar Marcius (03/01/2016)                                                                                        | 144, vs Araberri (24/01/2015)                               |

(*) Mínimo: 5 intentados (individual), 10 intentados (equipo)
(**) Mínimo: 12 intentados (individual), 17 intentados (equipo)
Fuente: Federación Española de Baloncesto.
Trofeo de los Aficionados al Mejor Jugador
Desde la temporada 2012/13, la "Asociación de Aficionados al Baloncesto de Elite de Cáceres" otorga un Trofeo al mejor jugador de la temporada, el cual es decidido mediante una serie de encuestas semanales que son respondidas por los aficionados y seguidores del club. Los ganadores han sido los siguientes:
| Temporada | Ganador            | Votos obtenidos |
| --------- | ------------------ | --------------- |
| 2012/13   | Olu Ashaolu        | 54              |
| 2013/14   | José Antonio Marco | 62              |
| 2014/15   | Luis Parejo        | 46              |
| 2015/16   | Rolandas Jakstas   | 59              |
| 2016/17   | Aleksandar Marcius | 60              |
| 2017/18   | Luis Parejo        | 61              |
| 2018/19   | Luis Parejo        | 58              |
| 2019/20*  | -                  | -               |
| 2020/21   | Devin Schmidt      | 39              |
| 2021/22   | Devin Schmidt      | 75              |
| 2022/23   | Pablo Sánchez      | 43              |
| 2023/24   | Pablo Rodrigo      | 69              |
| 2024/25   | Edu Gatell         | 37              |

(*) No se entregó el Trofeo debido a la cancelación prematura de la temporada por la pandemia de coronavirus.
Fuente: Asociación de Aficionados al Baloncesto de Elite de Cáceres

## Galería
- Aspecto exterior del Multiusos Ciudad de Cáceres.
- José María Panadero, co-capitán del equipo en las temporadas 2007-08 y 2008-09
- Juan Sanguino, capitán del equipo desde su fundación hasta el final de la temporada 2011-12.
- Gustavo Aranzana, entrenador durante varias temporadas.
- Lucio Angulo con la elástica verdinegra.
- Harper Williams, un histórico del baloncesto FIBA con la camiseta del conjunto extremeño.
- Presentación del equipo antes de un partido de LEB Plata de la temporada 2007/08.
- Una de las canastas del "Ciudad de Cáceres".
- José Ángel Antelo, MVP nacional de la LEB Oro 2011/12, cuando defendía los colores del club.